# Servei Austríac de la Memòria
El Servei Austríac de la Memòria (en alemany, Österreichischer Gedenkdienst) és una alternativa al servei militar austríac. Els participants treballen en institucions de diverses parts del món que es dediquen a perpetuar la memòria de l'Holocaust.

## Història
El Servei Austríac de la Memòria va ser fundat el 1991 o 1992 pel politòleg de Innsbruck (Tirol, Àustria) Andreas Maislinger, que es va inspirar en l'acció de reconciliació alemanya Aktion Sühnezeichen Friedensdienste (ASF) per la qual havia treballat com a voluntari en el museu de Auschwitz-Birkenau.
La finalitat del Servei Austríac de la Memòria és demostrar que Àustria assumeix la seva responsabilitat en els crims del nazisme i en particular en l'extermini dels jueus europeus. El seu lema "mai més" indica que és necessari lluitar perquè no es repeteixi l'Holocaust (dit pel canceller anterior Franz Vranitzky, a Jerusalem, juny de 1993).
El Servei Austríac de la Memòria és una xarxa mundial que ofereix ajuda als museus, arxius i biblioteques dedicats a la memòria de l'Holocaust i de les víctimes del nazisme. Des de 1992 diversos centenars de voluntaris del Servei Austríac de la Memòria, de 20 i 30 anys, han treballat en organitzacions dedicades a l'estudi i commemoració de l'Holocaust i dels crims del nazisme, en comptes de fer el seu servei militar a Àustria. Cada any una trentena de joves realitzen un servei de 12 mesos. Per a les dones, aquest servei s'inscriu dins del Servei Voluntari Europeu.
L'associació per al Servei Austríac a l'Estranger (en alemany: Österreichischer Auslandsdienst) està autoritzada pel govern austríac a enviar voluntaris del Servei Austríac de la Memòria a les organitzacions col·laboradores a tot el món.